# Trio Lescano

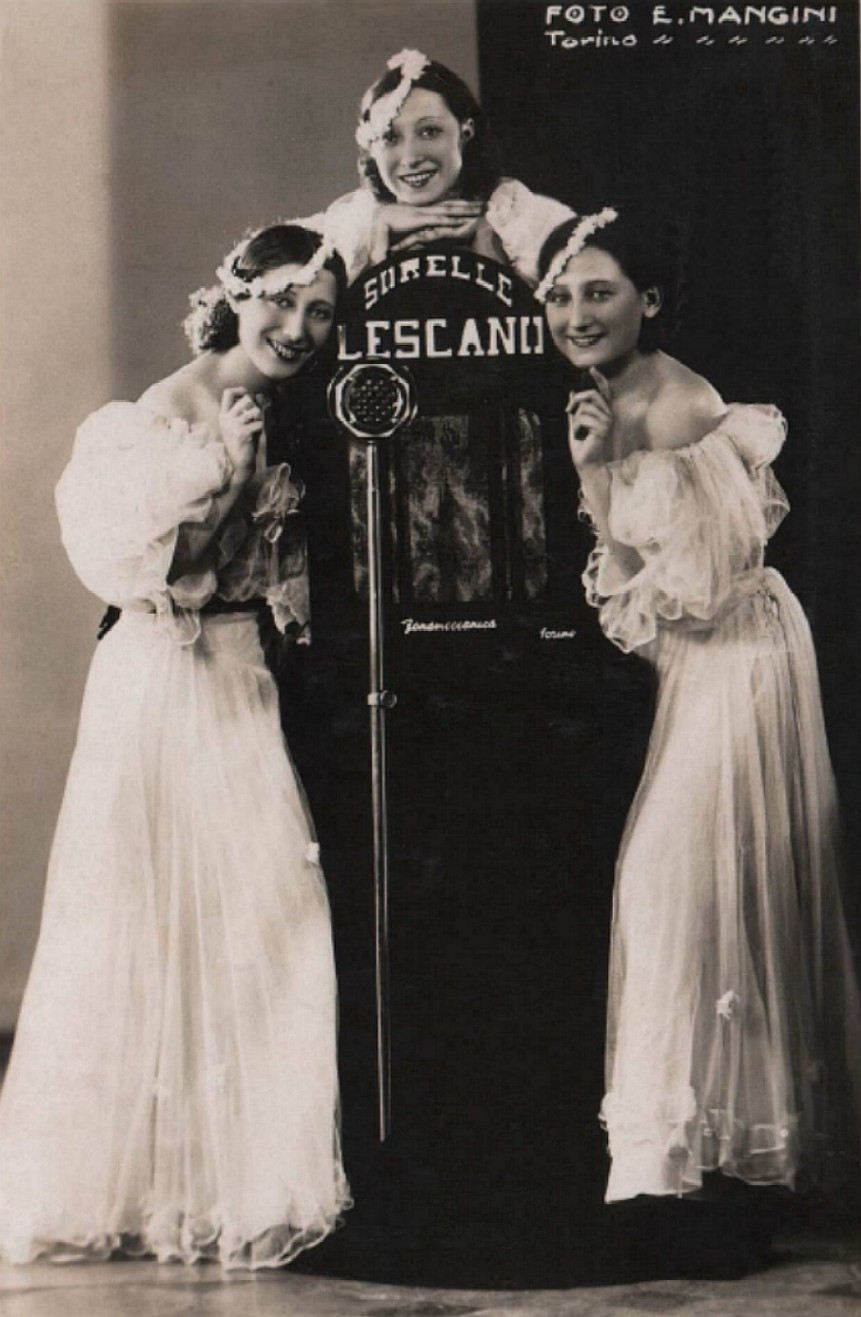
Trio Lescano (1936)

Trio Lescano − grupa wokalna popularna we Włoszech w latach 1936-1943. Trzy siostry (Sandra, Judith i Kitty Leschan) były córkami holenderskiej śpiewaczki operetkowej żydowskiego pochodzenia oraz węgierskiego akrobaty cyrkowego. W Holandii występowały w cyrku, po przeprowadzce do Włoch w 1935 ich talent wokalny został odkryty w Turynie przez Carlo Prato, dyrektora biura EIAR (Ente Italiano per le Audizioni Radiofoniche). Śpiewały swing i jazz. Do najpopularniejszych piosenek należały „Tulipan”, „Ma le gambe”, „La famiglia canterina”,  „Ciribiribin”, „Maramao perché sei morto”, „Il pinguino innamorato”. We Włoszech posługiwały się imionami Alessandra, Giuditta i Caterina. Spotkały się z prześladowaniem ze strony reżimu Mussoliniego. Po wojnie koncertowały w Ameryce Południowej. Wtedy też Kitty została zastąpiona przez Włoszkę Marię Bria.